# Hessisch-Waldeckischer Gebirgs- und Heimatverein

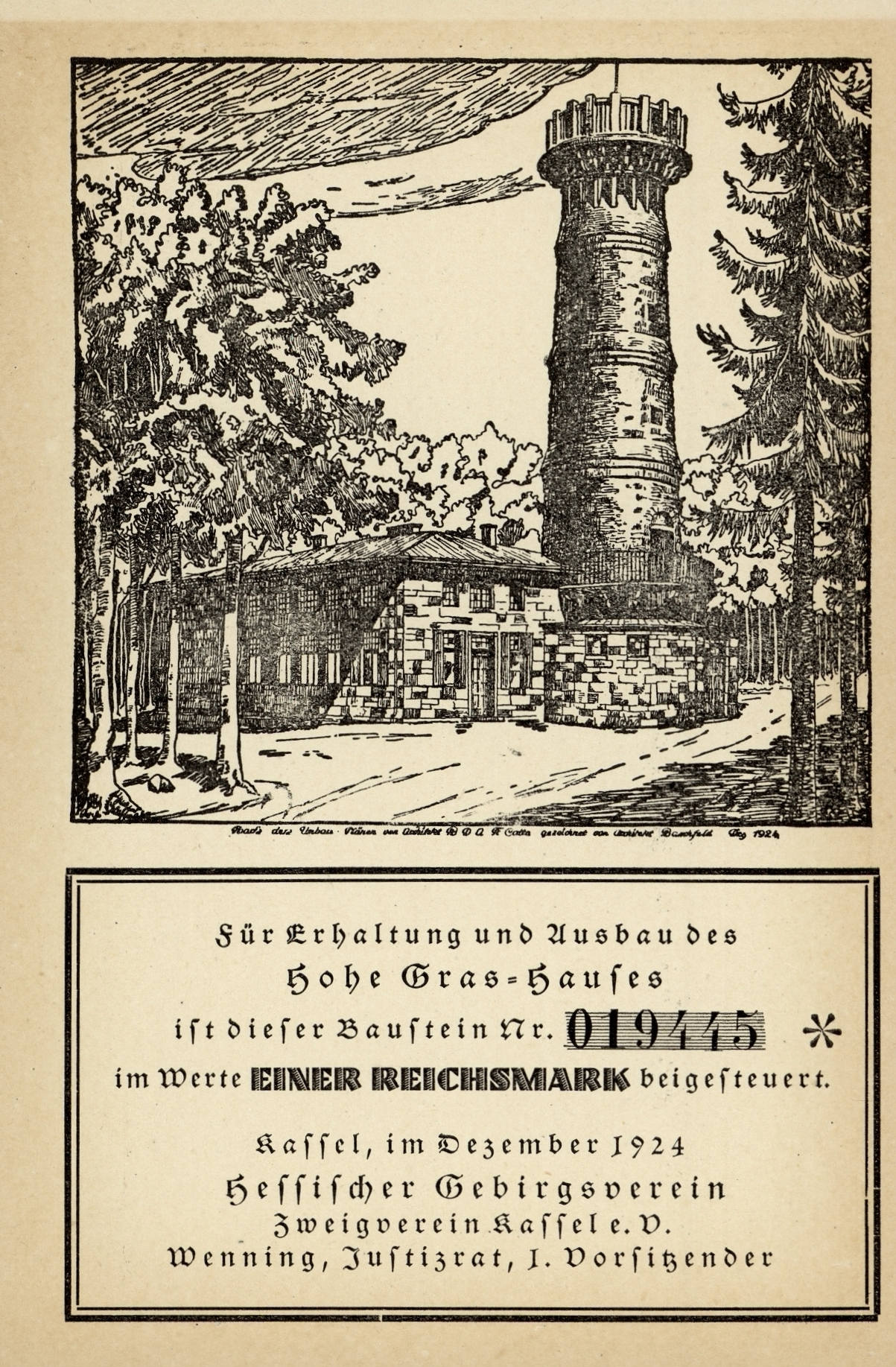
Baustein über 1 RM des Hessischen Gebirgsvereins für die Erhaltung und Ausbau des Hohe Gras-Hauses vom Dezember 1924

Hessisch-Waldeckischer Gebirgs- und Heimatverein (HWGHV) (vollständiger Name Hessisch-Waldeckischer Gebirgs- und Heimatverein (Gesamtverein)) ist ein Wander- und Heimatverein in Nordhessen. Er ist eingetragen in das Vereinsregister des Amtsgerichts Kassel (VR 679).
Der HWGHV wurde am 27. August 1883 als Touristenverein Cassel gegründet und kurz darauf in Niederhessischer Touristenverein umbenannt. Ab 1916 firmierte der Verein als Hessischer Gebirgsverein und ab 1929 als Hessisch-Waldeckischer Gebirgsverein. Seit 1953 trägt der Verein seine heutige Bezeichnung Hessisch-Waldeckischer Gebirgs- und Heimatverein.
Im HWGHV sind 45 selbstständige Heimat- und Wandervereine aus Nordhessen vertreten. Er selbst ist Mitglied im Deutschen Wanderverband.

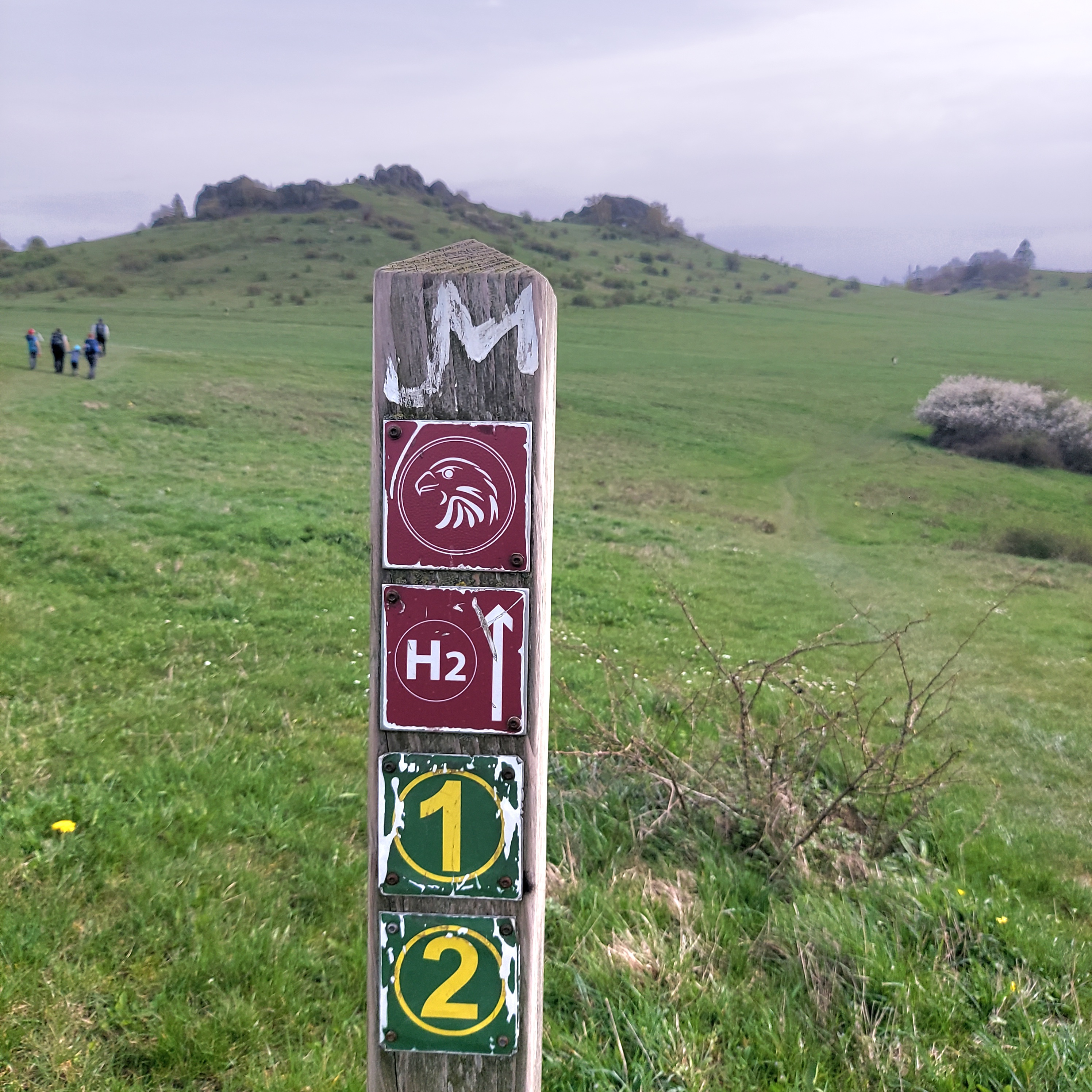
Wegmarkierungen des Vereins

Der HWGHV betreut mit seinen angeschlossenen Vereinen für die naturverträgliche Ausübung des Wanderns über 9.000 km markierte Wanderwege wie die Streckenwanderwege Löwenweg, Wildbahn, Frau-Holle-Pfad, Barbarossaweg, Bonifatiuspfad, Studentenpfad, Ederhöhenweg und Lulluspfad sowie die Rundwege Kellerwaldsteig und Kassel-Steig, so weit sie in seinem Bereich liegen. Die Wegeführung für den Vereinsbereich wird flächendeckend durch den Verein gestaltet und gekennzeichnet. Entsprechend wird mit dem Hessischen Landesvermessungsamt, den Kartenverlagen und Fremdenverkehrsvereinen zusammengearbeitet. Weiterhin bildet er in diesem Zusammenhang Wanderführer aus und weiter und ist in der Förderung der Heimatpflege und Heimatkunde engagiert.
Durch Veranstaltungen wie Langstreckenwanderungen wirbt der Verein für das Wandern in der Region.
Der Verein gibt quartalsweise die Vereinszeitschrift Der Hessische Gebirgsbote heraus.